# Keller (Washington)
Keller es un área no incorporada ubicada en el condado de Ferry en el estado estadounidense de Washington.

## Geografía
Keller se encuentra ubicado en las coordenadas 48°4′44″N 118°41′6″O / 48.07889, -118.68500.